# Descriptivismo
Descriptivismo,  tesis según la cual el significado de cualquier enunciado valorativo es puramente descriptivo o fáctico, es decir, está determinado, aparte de por sus características sintácticas, por sus condiciones de verdad. El antidescriptivismo (del cual el emotivismo y el prescriptivismo son las principales variedades) es el punto de vista según el cual el significado de los enunciados valorativos genuinos es tal que éstos expresan  necesariamente los sentimientos o compromisos del hablante. Antinaturalismo, naturalismo, y supernaturalismo constituyen posiciones descriptivistas acerca de la naturaleza de las propiedades a las que se refieren las reglas de significado. El descriptivismo se relaciona con el cognitivismo y el realismo moral.